# Jastrzębie-Zdrój
Jastrzębie-Zdrój (régi német nevén: Bad Königsdorff-Jastrzemb) járási jogú város Lengyelország Sziléziai vajdaságának déli részén. 1975–1998 között a Katowicei vajdasághoz tartozott. Az egyik legfiatalabb lengyel város, 1963-ban kapott városi rangot. Lakossága 94 ezer fő (2007-ben), területe 85,44 km². A település a gyógyvizeinek köszönhetően a 19. század közepétől indult gyors fejlődésnek. Az 1960-as években szénbányákat nyitottak, ettől kezdve Felső Szilézia egyik jelentős ipari városa, melynek életét jelenleg is a szénbányászat határozza meg.

## Történelem
Az első írásos emlék a településről 1467-ből való. 1437-ig Ratibor Hercegség, majd ezután Rybnik Hercegség része. 1742-ben Poroszország része lett.
1918-ban Lengyelországé lett, majd 1939-ben ismét Németországé. 1945 januárjában a szovjet csapatok kiűzték a németeket és ismét Lengyelország része lett.

## Városrészek
| - Abisynia - Biadoszek - Borynia - Boża Góra - Bzie Dolne - Bzie Górne - Bzie Zameckie - Centrum - Cisówka - Dębina | - Gliniok - Jastrzębie Dolne - Jastrzębie-Górne - Kąty - Kępa - Kolonia Borynia - Kondziołowiec | - Krzyżówka - Kyndra - Ludwikówka - Maryjowiec - Mazurowiec - Moszczenica - Pająkówka - Pastorówka - Piaski - Pochwacice - Ruptawa | - Ruptawiec - Skrębina - Skrzeczkowice - Szeroka - Szotkowice - Szyrówka - Tyczonka - Zamłynie - Zdrój - Zofiówka |  |

## Kultúra

### Galéria
- Ciasna
- Várostörténeti
- Magazin 22
- Salon Młodych Artystów
- Epicentrum
- Na ścianie
- Pod Sową
- Panoráma
- Da Vinci

### Könyvtárak
- Miejska Biblioteka Publiczna
- Universitas Litterarum, Park Zdrojowy

### Mozik
- Kino Centrum
- Kino Panorama
- Kino Studyjne

### Múzeumok
- Muzeum Dzwonków – prywatne
- Muzeum Rudolfa Ranoszka przy SP 16
- Izba Regionalna im. Witczaków
- Skanzen és helyi múzeum

## Testvértelepülések
- Havířov, Csehország
- Karviná, Csehország
- Tourcoing, Franciaország